# Simon Webbe
Simon Solomon Webbe, född 30 mars 1978 i Manchester, är en engelsk singer-songwriter, skådespelare och musikmanager. Han är främst känd för sin medverkan i det brittiska pojkbandet Blue. 
Tillsammans med de andra medlemmarna i Blue, representerade Webbe Storbritannien i Eurovision Song Contest 2011 i Düsseldorf med låten "I Can".